# سوني إريكسون F305
سوني إريكسون F305 (بالإنجليزية: Sony Ericsson F305)‏ هو هاتف محمول من سوني موبايل كوميونيكيشنز، تم طرحه في الأسواق في نوفمبر 2008.

## الخصائص
- الكاميرا الخلفية: 2 ميجابكسل
- الشاشة: إل سي دي 176 × 220
- الذاكرة: 4 جيجابايت